# Chrysogaster spiloptera
Chrysogaster spiloptera är en tvåvingeart som beskrevs av Mario Bezzi 1915. Chrysogaster spiloptera ingår i släktet ängsblomflugor, och familjen blomflugor.
Artens utbredningsområde är Ghana. Inga underarter finns listade i Catalogue of Life.